# Паль Телекі
Паль Телекі (угор. Pál Teleki, 5 березня 1906, Арад, Румунське королівство — 30 жовтня 1984, Мішкольц, Угорщина) — румунський, далі угорський футболіст, що грав на позиції нападника, зокрема, за клуб «Бочкаї», а також національну збірну Угорщини.
Чемпіон Румунії.

## Клубна кар'єра
У дорослому футболі дебютував 1924 року виступами за АМЕФ (Арад), в якій провів два сезони.
Протягом 1926—1927 років захищав кольори «Кінезула».
1931 року перейшов до клубу «Бочкаї», за який відіграв 6 сезонів. Завершив професійну кар'єру футболіста виступами за команду «Бочкаї» у 1937 році.

## Виступи за збірні
1927 року дебютував в офіційних матчах у складі національної збірної Румунії. Протягом кар'єри у національній команді провів у її формі 1 матч.
Надалі, з 1933 року, став виступати за збірну Угорщини, в складі якої був учасником чемпіонату світу 1934 року в Італії де зіграв в 1/8 фіналу проти Єгипту (4-2), а в чвертьфіналі проти Австрії (1-2) не грав. Всього за збірну Угорщини провів 8 матчів, забивши два голи.
Помер 30 листопада 1984 року на 79-му році життя.

## Титули і досягнення
- Чемпіон Румунії (1):

«Кінезул»: 1926—1927